# Oreophysa triphylla
Oreophysa triphylla là một loài thực vật có hoa trong họ Đậu. Loài này được (Bunge ex Boiss.) Bornm. miêu tả khoa học đầu tiên năm 1905.